# Henri Vié
Henri Donatien Ernest Vié est un architecte français, né le 5 octobre 1867 à Nantes et mort le 9 août 1935 à Saint-Sébastien-sur-Loire. Il est l'auteur de plans de bâtiments et de quartiers nantais et de villas balnéaires de La Baule.

## Biographie
Vers 1905, Henri Vié dessine les plans de la villa balnéaire bauloise Saint-Bruno, puis de la villa Ty Sioul en 1913. Il est également l'auteur en 1922 de la mairie annexe d'Escoublac-La Baule, depuis transformée en hôtel des impôts et vers 1923, du jardin d'attraction dit Parc des Dryades à La Baule.
Il conçoit, avec son fils Henri Maxime, l'immeuble CGA qui a reçu le label « Patrimoine du XXe siècle », avant d'être l’objet d'une inscription auprès des monuments historiques par l'arrêté du 10 juillet 2015,. Les deux architectes sont associés à Georges Desfontaines, ainsi qu’à l'entrepreneur de BTP Jean Le Guillou, pour mener à bien le projet de démolition des abattoirs de Talensac à Nantes. Le projet commence en juin 1934, pour laisser la place à l'actuel marché de Talensac, inauguré le 8 janvier 1937 par le maire Auguste Pageot. Henri Vié et son fils s'associent également pour signer la réalisation d'un immeuble Art déco situé au no 10 bis de la rue Kléber à Nantes.

## Vie privée
Henri Vié est le père d'Henri Maxime Vié (30 juin 1897-1988) et le grand-père d'Henri Pierre Léon Vié (né en 1925) et de Pierre André Henri Vié (né en 1928) également architectes nantais.